# Рой Блант
Рой Дін Блант (англ. Roy Dean Blunt; нар. 10 січня 1950, Ніангуа, Міссурі) — американський політик-республіканець, сенатор США від штату Міссурі з 2011 до 2023 року. Член Палати представників США з 1997 по 2011 роки, був республіканським «батогом» з 2003 до 2009 року. Він є батьком Метта Бланта, який був губернатором штату Міссурі з 2005 до 2009 року.

## Біографія
Блант навчався у Південно-Західному баптистському університеті та Університеті штату Міссурі. Він працював шкільним вчителем історії, клерком і головним виборним службовцем округу Грін, штат Міссурі, з 1973 до 1984. Між 1984 і 1993 він обіймав посаду секретаря штату Міссурі. Ректор Південно-Західного баптистського університету з 1993 по 1996. Рой Блант є баптистом.